# Serixia mindoroensis
Serixia mindoroensis là một loài bọ cánh cứng trong họ Cerambycidae.